# Богданова, Людмила Петровна
Людмила Петровна Богданова (8 декабря 1923 — 8 мая 2015, Москва) — советская актриса театра и кино, народная артистка РСФСР (1976).

## Биография
Людмила Петровна Богданова родилась 8 декабря 1923 года.
Служила в Московском драматическом театре на Малой Бронной.
Умерла 8 мая 2015 года в Москве, похоронена рядом с мужем на Калитниковском кладбище.

### Семья
- Муж — актёр Аркадий Михайлович Песелев (1926—2002), народный артист РСФСР.

## Награды и премии
- Заслуженная артистка РСФСР (3.06.1959).
- Народная артистка РСФСР (7.10.1976).

## Работы в театре
- «Покровские ворота» Леонида Зорина — Маргарита Хоботова
- «Не от мира сего» — Ксения Васильевна
- «Физики и лирики» Я. Волчек — Зоя, секретарь
- «Аргонавты» Юлиу Эдлис

## Фильмография
1. 1969 — Комендант Лаутербурга (телеспектакль) — Лизелотте фон Мельхиор
2. 1971 — Следствие ведут ЗнаТоКи. Чёрный маклер — Елена Романовна, жена Шахова
3. 1972 — Будденброки (телеспектакль) — Бетси
4. 1973 — Следствие ведут ЗнаТоКи. Побег — Елена Романовна Сергеева
5. 1973 — Мегрэ и человек на скамейке (телеспектакль) — мадам Жибон
6. 1983 — Отпуск по ранению (телеспектакль) — Ксения Николаевна
7. 1989 — Посетитель музея — эпизод
8. 1990 — Ры-ча-ги — эпизод
9. 1992 — Чекист — эпизод
10. 1996 — Операция «С Новым годом!» — эпизод

### Озвучивание
- 1961 — Трудная жизнь (Una vita difficile) — Елена Павинато (роль Леа Массари)